# Galateia Kazantzakis
Galateia Kazantzakis (řecky Γαλάτεια Καζαντζάκη; 8. března 1881 Heráklion – 17. listopadu 1962 Athény), rozená Alexiu (řecky Αλεξίου), byla řecká básnířka a spisovatelka.
Narodila se jako dcera vědeckého nakladatele Stylianose Alexiua. V roce 1911 se provdala za spisovatele Nikose Kazantzakise a usadila se v Athénách. V roce 1926 se s Nikosem Kazantzakisem rozvedla a v roce 1933 se provdala za básníka a kritika Markose Avgerise. Byla oddaná komunistickým ideálům a svou literaturu spojovala s různými aspekty tehdejšího řeckého života.

## Život
Narodila se 8. března 1881 v Heráklionu na Krétě jako Galateia Alexiu. Byla nejstarší dcerou tiskaře, nakladatele a učence Stylianose Alexiua. Studovala na „Francouzské škole v Heraklionu“, katolické škole jeptišek svatého Josefa, kde se mimo jiné naučila plynně francouzsky. Jejími sourozenci byli spisovatelka Elli Alexiu, básník a filolog Lefteris Alexiu a Rathamanthys Alexiu (dědeček hudebníka Pavlose Sidiropoulose).
Byla první manželkou Nikose Kazantzakise, s nímž se seznámila v roce 1901 a za něhož se provdala v říjnu 1911 v kapli Agios Konstantinos v Heráklionu na Krétě proti vůli Kazantzakisova otce Michaela. Většinu času s ním trávila v horské vesnici Krasi poblíž Heráklionu na Krétě, kde žila také celá rodina Alexiuvých.
Později se natrvalo usadili v Athénách. V roce 1926 se rozvedli, avšak jako podmínku souhlasu s rozvodem si stanovila, že si ponechá Kazantzakisovo příjmení, pod kterým pokračovala ve své spisovatelské kariéře. Od roku 1926 žila s levicovým intelektuálem, básníkem a kritikem Markosem Avgerisem, za kterého se provdala v roce 1933.
Ideologicky se hlásila k levici s radikálními a feministickými názory. Politicky se hlásila ke komunistickým ideálům, aktivně se podílela na činnosti Dělnické pomoci KKE a časopisu Πρωτοπόροι a svou literaturu spojovala s různými aspekty tehdejšího řeckého života. Za diktatury Ioannise Metaxase byla pronásledována, v roce 1938 zatčena a dostala zákaz „publikace pod svým jménem“.
Zemřel 17. listopadu 1962 v Athénách na následky autonehody ve věku 81 let.

## Dílo
Věnovala se všem spisovatelským žánrům: novelám, povídkám, románům, poezii, próze, divadelní tvorbě, dětské literatuře a překladům.
V řecké literatuře se stala známou díky vydání svého prvního románu Ridi, pagliaccio (Γέλα, παλιάτσο), který vyšel formou deníku v časopise Ο Νουμάς v roce 1909 (čísla 340–343).
Následovala díla: Εγώ όλοι Εσείς (1911), Φωτεινή τ’ Ανεγνώστη (novela, 1913), Άρρωστη Πολιτεία (román, 1916), 11 π.μ.–1 μ.μ. (povídky, 1916), Γυναίκες (dopisy, 1931), Άντρες (dopisy, 1933), Κρίσιμες Στιγμές (povídky, 1953), Άνθρωποι και Υπεράνθρωποι (román, 1957), Βίλλα Βικτώρια (novela, 1959) a Ο κόσμος που πεθαίνει κι ο κόσμος που έρχεται (povídky, 1963 – posmrtně).
Současně se věnovala psaní divadelních her. V roce 1925 uvedlo Umělecké divadlo „Karolos Kun“ její tříaktovou hru Πληγωμένα Πουλιά. V roce 1931 uvedlo Národní divadlo její tříaktovou hru Ενώ το πλοίο ταξιδεύει. V roce 1959 vyšel svazek Αυλαία, který obsahuje devět tříaktových a osm jednoaktových her.
Byla oceněna jako autorka čítanek pro všechny ročníky základní školy.
Byla také autorkou knih pro děti, básní a přeložila Aischylovo dílo Upoutaný Prométheus. Spolupracovala s periodiky Πινακοθήκη, Νέα Ζωή a Ο Νουμάς, přičemž používala pseudonymy „Petroulla Psiloritis (Πετρούλα Ψηλορείτη)“ a „Lalo de Castro“. V období mezi první a druhou světovou válkou byla šéfredaktorkou časopisu Νέοι Πρωτοπόροι a v posledních letech svého života působila jako tajemnice Společnosti řeckých spisovatelů.